# リッカチの微分方程式
リッカチの微分方程式（リッカチのびぶんほうていしき、英: Riccati's differential equation）は、
非線形1階常微分方程式の1つである。ヤコポ・リッカチが考察した微分方程式である。
リッカチ微分方程式ということもある。リッカチの微分方程式は解が動く真性特異点を持たない1階の常微分方程式として
理論上重要である。

## 定義
リッカチの微分方程式は、狭義の意味では、次のような形の非線形1階常微分方程式である。
{\displaystyle y'+y^{2}=bx^{\alpha },\quad y':={\frac {dy(x)}{dx}}.\quad \alpha ,b={\text{const}}.}
リッカチが議論したのは、この形の微分方程式である。
現在はより一般化された
{\displaystyle y'+X(x)y^{2}+X_{1}(x)y+X_{2}(x)=0,}
の形をした微分方程式もリッカチの微分方程式と呼んでいる
。
ただし、{\displaystyle X(x),X_{1}(x),X_{2}(x)} は与えられた {\displaystyle x} の関数を表す。

## 2階線形常微分方程式との関係
リッカチの微分方程式は、{\displaystyle X(x)} が恒等的に 0 でなければ、変数変換
{\displaystyle {\frac {u'}{u}}=X(x)y,}
によって、{\displaystyle u}に関する2階線形常微分方程式
{\displaystyle u''+\left(X_{1}(x)-{\frac {X'(x)}{X(x)}}\right)u'+X(x)X_{2}(x)u=0,}
へ変換できる。
また逆に、この {\displaystyle u} に関する常微分方程式の独立な2解をそれぞれ {\displaystyle u_{1}(x),u_{2}(x)} とする時、
それらの比 {\displaystyle z(x):=u_{1}(x)/u_{2}(x)} はリッカチの微分方程式を満足する。

## 解法
リッカチの微分方程式の一般解を初等関数によって代数的に求積法で解く事は一般にできないことが、リウヴィルによって証明されている。
しかし、何らかの方法で特解を求めることができた場合は、一般解を以下のようにして
構成できる。今、特解を {\displaystyle y_{1}} としたとき、{\displaystyle y=:y_{1}+z} によって新たな従属変数
{\displaystyle z(x)} を導入すると、{\displaystyle z(x)} は次の方程式に従う。
{\displaystyle z'+(X_{1}+2Xy_{1})z+Xz^{2}=0.}
これはベルヌーイの微分方程式であるので、常法に従って {\displaystyle u:=1/z} と変数変換すると {\displaystyle u} に関する
1階の線形微分方程式
{\displaystyle u'-(X_{1}+2Xy_{1})u-X=0,}
へ変換できる。この微分方程式はすぐに解けて、
{\displaystyle u=Cf(x)+g(x),\qquad f(x):=\exp \left(\int dx\left(X_{1}+2Xy_{1}\right)\right),\qquad g(x):=f(x)\int dxX{\frac {1}{f(x)}},}
を得る。ただし、{\displaystyle C} は積分定数である。よって、元のリッカチの微分方程式の一般解は、
{\displaystyle y=y_{1}+{\frac {1}{u}}=y_{1}+{\frac {1}{Cf(x)+g(x)}},}
として得られる。なお、リウヴィルによる証明はたとえば文献の中で解説されている。

## 初等関数によって代数的に求積法で解けるための条件
狭義のリッカチの微分方程式が初等関数によって代数的に求積法で解けるのは、以下の場合に限られることがリウヴィルによって証明されている。
(ただし、{\displaystyle b=0} の場合は変数分離形であり直ちに解けるので除外する。)
1. {\displaystyle \alpha =-2} の場合。
2. {\displaystyle \alpha =-4n/(2n-1),\,n=1,2,\dots } の場合。
3. {\displaystyle \alpha =-4n/(2n+1),\,n=1,2,\dots } の場合。

## KdV方程式の初期値問題に現れるリッカチの微分方程式
変形KdV方程式
{\displaystyle v_{t}-6v^{2}v_{x}+v_{xxx}=0,\quad v_{t}:={\frac {\partial v(x,t)}{\partial t}},\quad v_{x}:={\frac {\partial v(x,t)}{\partial x}},\quad v_{xxx}:={\frac {\partial ^{3}v(x,t)}{\partial x^{3}}},}
は、Miura変換
{\displaystyle u=v_{x}+v^{2},}
によって、KdV方程式と
{\displaystyle u_{t}-6uu_{x}+u_{xxx}=\left(2v+\partial _{x}\right)\left(v_{t}-6v^{2}v_{x}+v_{xxx}\right),}
の関係で結ばれる。したがって、変形KdV方程式の解はKdV方程式の解である。Miura変換において、{\displaystyle u} を既知関数、
{\displaystyle v} を未知関数と見なせば、これはリッカチの微分方程式である。上述のように、リッカチの微分方程式は
{\displaystyle v=\psi _{x}/\psi } によって2階の線形常微分方程式へ変換でき、
{\displaystyle \psi _{xx}-u\psi =0,}
さらに、KdV方程式がガリレイ変換
{\displaystyle x'=x-6\lambda t,\quad t'=t,\quad u'(x',t')=u(x,t)-\lambda ,}
の下で不変であることを用いると、定常シュレディンガー方程式
{\displaystyle -\psi _{xx}+u\psi =\lambda u,}
を得る。この式を出発点として、逆散乱法(固有値 {\displaystyle \lambda } は時間に依存しないと仮定し、{\displaystyle \psi (x,t)} について散乱データ({\displaystyle x\rightarrow -\infty } での入力波と {\displaystyle x\rightarrow \infty } での透過係数、{\displaystyle x\rightarrow -\infty } での反射係数)を与えて、そこからポテンシャル {\displaystyle u(x,t)} の形を決定する問題を解く。)によってKdV方程式の初期値問題の解を求めることができる。